# Раздоры (платформа)
Раздо́ры — остановочный пункт Белорусского направления МЖД вблизи Рублёво-Успенского шоссе. Расположен на линии Рабочий Посёлок — Усово.
Линия сооружена в 1926 году, в 1927 году была сооружена пассажирская платформа на современном месте. В 1957 году линия была электрифицирована. В 2005 году для обеспечения безубыточности на станциях Ромашково и Усово и на платформах Раздоры, Барвиха и Ильинское были закрыты билетные кассы, после чего на линии стали работать разъездные билетные кассиры.
Линия Рабочий Посёлок — Усово не раз планировалась к закрытию для расширения Рублёво-Успенского шоссе.
Состоит из одной боковой платформы, используемой для движения в обоих направлениях.
Время движения от Белорусского вокзала — 35 минут. Самые дальние точки беспересадочного сообщения: на запад — Усово, на восток — Белорусский вокзал.
В 2023 году на территории остановочного пункта установлены валидаторы.